# 李承潤
李承潤（韓語：이승윤，1931年11月7日—2020年3月13日），男，仁川人，大韩民国政治人物。前经济副总理兼经济企划院部长，第九、十、十三、十四届國會議員。

## 生平
1931年生于京畿道仁川府。本贯全州。早年就读于仁川高等学校。1954年毕业于首爾大學英语语言文学专业，后在美国留学。1957年获密蘇里大學研究生院硕士学位。1960年获威斯康星大学大学院博士学位。1961年至1964年，任首尔大学商学院副教授。1964年后，历任西江大学经济学副教授、教授。1976年加入维新政友会，进入政界。1976年至1980年，任第九、第十届國會議員。1980年至1982年，任韩国财务部部长。1983年任海外建設協會会长。1988年至1992年，任第十三届國會議員（代表民主正义党）。1990年3月至1991年2月，任韩国副总理兼经济企划院部长。1992年至1996年，任第十四届国会议员（代表民主自由党）。1996年后，任錦湖韓亞集團顾问。
李承潤与前副总理南悳祐、金满堤一并被称为“西江学派三驾马车”。他们强调财阀优先、出口至上主义、先发展后分配等政策，为朴正熙时代韩国经济的高速增长做出了巨大贡献。
2009年获日本政府授予的旭日大綬章。2020年3月13日逝世。